# Comicbibliothek Renate
Die Comicbibliothek Renate ist eine Spezialbibliothek für Comics sowie eine Künstlergruppe, die jährlich ein gleichnamiges Magazin veröffentlicht. Sie hat ihren Sitz in Berlin in der Tucholskystraße.

## Geschichte
1989 gründeten ATAK, CX Huth, Peter a. Bauer und Holger Lau das Fanzine Renate. Anfang 1990 stießen Bärnd Schmucker, Peter "Auge" Lorenz und Björn Trebeljahr dazu. Aus diesem Kreis heraus wurde 1992 die erste Comicbibliothek in Deutschland gegründet. Dafür wurden mit Hilfe des Vereins Mackroh Gallerie Räume in der Ackerstraße angemietet und die ersten Comics beschafft. 1994 zog die inzwischen auf etwa 4000 Bände angewachsene Bibliothek in das ehemals besetzte Haus Tucholskystr. 32. Während der Rekonstruktion des denkmalgeschützten Hauses von 1998 bis 2002 stellte das Kulturamt Berlin-Mitte der Comicbibliothek Ausweichsräume kostenfrei zur Verfügung. Seit Mai 2002 ist die Comicbibliothek wieder in der Tucholskystr. 32 ansässig und wird von 10 bis 15 ehrenamtlichen Mitarbeitern betrieben.

## Heutige Bibliothek
Der Bestand der Comicbibliothek umfasst mittlerweile über 30.000 Comicbände und Sekundärliteratur. Fast alle Titel stehen als Leihexemplare zur Verfügung, antiquarische Bände sind nur in den Räumen der Comicbibliothek einzusehen. Lustige Kindercomics sind genauso zu finden wie Science Fiction oder Abenteuergeschichten, Comic-Fanzines aus aller Welt, Comic-Kunst, Sekundärliteratur oder graphische Novellen.
Die Bibliothek hat sich zur Aufgabe gemacht, das Medium Comic, seine Spezialitäten und seinen Reichtum bekannter zu machen und allen interessierten Lesern den Zugang dazu zu ermöglichen. So verleiht die Bibliothek Comicklassensätze an Schulen. Es finden regelmäßige Zeichenkurse statt. Die monatlichen digitalen und analogen Stammtische sind ein etablierter Anlaufpunkt für die deutsche und internationale Comicszene.
Während der Corona-Krise konnte mittels eines Spendenaufrufs die Schließung abgewendet werden. An diesem Aufruf beteiligten sich namhafte Comickünstler wie Ulli Lust und Mawil.